# 三井住友銀行大阪本店ビル
三井住友銀行大阪本店ビル（みついすみともぎんこうおおさかほんてんビル）は、大阪市中央区北浜に所在する三井住友銀行の建物。旧名称は、住友ビルディング（すみともビルディング）、住友銀行本店ビル。

## 概要
旧住友財閥（現住友グループ）の拠点として建てられた建築物。当ビル周辺は住友グループ各社の本社ビルが立ち並ぶことから通称「住友村」と呼ばれ、戦前は旧住友本社も置かれたことから住友村の中核的建造物である。
住友家の事業は、江戸時代の前、慶長年間の京都に端を発し、1623年(元和9年）に大阪に移り、長堀（鰻谷）で「南蛮吹き」銅構造を家業として栄えてきた。幕末の政変、新政府の出現によって、大阪は一時苦境に立たされ、住友家も他の豪商と同じように苦しい局面があったが、別子銅山の近代化を図りながら体制を建て直し、大阪の名門企業として成長を続けた。ただ住友家は家法に「浮利は追わず」の経営理念があり、銀行業については大きく立ち遅れていた。

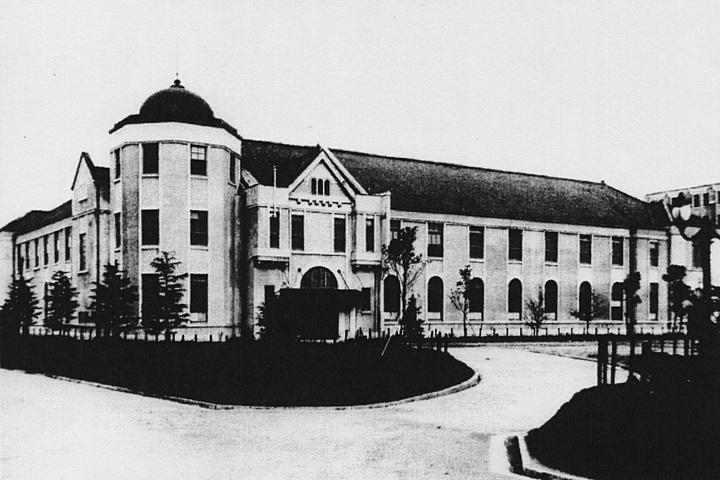
旧住友合資本社社屋
（1927年に関西大学に譲渡・移築され、同大学本館として1954年まで使用された）

1882年（明治25年）のちに総領事となる伊庭貞剛は、銀行業を興すことを定めるため尾道で重役会議を開いて議決、1885年（明治28年）住友銀行を設立する。1920年（大正9年）、住友総本店では東区北浜、現在の中央区北浜の本店所有の空き地に、本店ビルを新築する計画を具体化した。当時、北浜の敷地には南側に1908年（明治41年）11月につくられた建坪640坪2階建ての洋館があり、2階を住友本店、1階を銀行本店が使用していた。しかし、第1次世界大戦を経て銀行の業容が拡大すると、この建物では手狭になったため、1918年（大正7年）12月に本部と営業部を分け、営業部を別の建物に移した。ちょうどその頃、大阪市内に官公庁や百貨店など近代的ビルが建ち始めたこともあり、住友本店では連系会社の一部をも収容できる新しいビルの建築を決断した。
ビル建設あたって十五代当主の住友吉左衞門友純は、住友本店に設計部門をつくり（住友総本店営繕課、住友合資会社工作部を経て現在の日建設計）、野口孫市（本建物着工前に死去）・日高胖・長谷部鋭吉・竹腰健造が設計を担い、主体工事は大林組が請け負うことになった。
工事は二期に分け、まず南側に本店建物を残し北半分に上層部を貸事務所とする7階建てのビルを建設して、そののち木造の本店を取り壊して南半分に同規模の建物を建築する計画を立て、第一期工事は予定通り1922年（大正11年）12月に起工した。ところが直後に関東大震災が起こった。友純は震災後の焼け跡を回ってその惨状をまのあたりにし、建築計画の見直しを指示した。その結果、最終的に7階は廃して6階部分の面積は半減し、防災、避難体制を考慮して外部への賃貸をとりやめ、第一期工事は1926年（大正15年）4月に竣工、第二期工事は1930年（昭和5年）7月に竣工し、住友ビルディングは完成した。
ビルは1、2階を住友銀行、住友信託が使用し、3、4階に住友合資会社、4階と5階の一部に連系各社が入り、6階には食堂が設けられた。堅実もむねとする住友の家訓にふさわしく、あくまで建築は耐火耐震構造を第一義とした。

### 終戦後
終戦直後、連合国軍最高司令官総司令部 (GHQ) は、住友ビルディングに第六軍第一軍団の司令部を置くことを決定し、住友本社に対して速やかに引き渡すよう通知してきた。当初、GHQは住友ビル全館を接収すると通告してきたが、GHQと交渉した住友土地工務専務だった竹腰が銀行や信託の使用している1、2階まで接収されると、一般大衆と深くかかわっている金融業務に重大な支障を及ぼし、大阪経済を大混乱に陥れかねないとして断固拒否したため、5階と食堂のある6階だけの接収で決着したという。
昭和30年代に入ると、住友ビルディングも入居各社の発展に連れて過密状態になり、各社協議の結果、ビル東側に隣接する住友商事および住友家所有の土地約9,000㎡の敷地に地下4階地上12階の新ビルを建設することが決定し、1959年（昭和34年）9月に着工、1962年（昭和37年）7月に竣工した。この新ビルは「新住友ビルディング」（現「住友ビルディング」）と呼ばれることになった。同ビルの完成を受け、住友ビルディングは10月から住友銀行の単独所有となり、それを機に設計を日建設計工務（現：日建設計）、施工を大林組、電気工事を住友電気工業の担当で、改造工事に入り、屋上の中庭のあった所に400人の収容の講堂を増築したほか本店営業部の改装を行い、1964年（昭和39年）末までに付属設備の更新工事も完成させた。
なお、ビルは1982年（昭和57年）7月から住友銀行本店ビルと呼ぶようになり、2001年（平成13年）4月のさくら銀行との合併を経て、三井住友銀行大阪本店ビルと称するようになった。

### 2度目の大規模改修
三井住友銀行は、2000年代後半から耐震性の向上やスペースの有効利用を図るため、大阪本店ビルの約50年ぶりとなる大規模改修の検討を始め、建て替える案や、東京・銀座の歌舞伎座のように後方に高層ビルを建てる案なども議論されたが、歴史的価値のある建物をそのまま残すべきだという意見が多く、また阪神・淡路大震災でも損傷せず、現在の建築基準に照らしても十分の強度があることが分かり、建て替えはしないとの結論に至った。これに則り、2015年（平成27年）5月末までの予定で改修工事に取り掛かり、内側の柱の間に板を渡し耐震性をさらに高めたほか、川の氾濫に備えて、高さ1.2mの防潮板を造り、1階には建設当初からある天井のステンドグラスを生かして待合室も新設された。3635枚の米国製ガラスからなる天井のステンドグラスは1989年（平成元年）に雨漏りのシートで覆われたことで見えにくくなっていた。

## 意匠
近世復興様式の重厚な建物は、黄土色の竜山石で窓は小さく、重厚感のあるファサードで、土佐堀通、魚の棚筋、旧西横堀川側の玄関部分にイオニア式オーダーと、英文での社名看板、南の今橋側のファサードはアーチ窓とメダリオンといった意匠となっている。銀行営業室の内装には磨き上げたトラバーチンによるコリント式オーダーが立ち並び、黒大理石のカウンターや幾何学的な天井の装飾などシンプルな外観から一転した華麗な意匠となっている。
1999年（平成11年）には日本の近代建築20選（DOCOMOMO JAPAN選定 日本におけるモダン・ムーブメントの建築）に選ばれている。また、生きた建築ミュージアム・大阪セレクションに選定された。

## 周辺
- 住友村 - 住友グループ各社の本社や大阪の拠点などがある。
  - 住友ビルディング - 東側に隣接するビル。旧「新住友ビルディング」。
- 大阪倶楽部
- 日本銀行大阪支店
- フェスティバルホール - 中之島フェスティバルタワー
- 三井住友銀行大阪中央支店 - 中央区高麗橋の旧三井銀行大阪営業部で、三井銀行の大阪の拠点だった。

## 交通アクセス
- Osaka Metro四つ橋線肥後橋駅 徒歩3分
- Osaka Metro御堂筋線・京阪本線淀屋橋駅 徒歩4分
- 京阪中之島線大江橋駅 徒歩7分